# Mark Petrowitsch Midler
Mark Petrowitsch Midler (russisch Марк Петрович Мидлер; * 24. September 1931 in Moskau; † 31. Mai 2012 ebenda) war ein sowjetisch-russischer Fechter und -trainer. Midler war neben Juri Sissikin und German Sweschnikow der einzige sowjetische Florettfechter, der an allen acht Mannschafts-Goldmedaillen bei Olympischen Spielen und Weltmeisterschaften von 1959 bis 1966 beteiligt war.

## Werdegang
Midler gehörte dem Moskauer Universitätssportklub Burewestnik an. Von 1951 bis 1967 focht er international für die Sowjetunion. Bei seiner ersten Olympiateilnahme 1952 trat er sowohl mit dem Florett (Einzel und Mannschaft) als auch mit dem Säbel (Mannschaft) an, schied aber in allen drei Wettbewerben frühzeitig aus. Vier Jahre später, 1956 in Melbourne, belegte er mit dem Florett den siebten Platz und mit der Florett-Equipe schied er im Viertelfinale aus. Seine erste internationale Medaille gewann Midler bei den Fechtweltmeisterschaften 1957 mit Silber in der Einzelwertung hinter dem Ungarn Mihály Fülöp, 1958 folgte Silber für die Florettmannschaft. Bei den Fechtweltmeisterschaften 1959 gewann Midler Bronze in der Einzelwertung, in der Mannschaftswertung siegte die sowjetische Equipe. Bei den Olympischen Spielen 1960 folgte ein fünfter Platz in der Einzelwertung und der Gewinn der Goldmedaille mit der Equipe. 1961 erfocht Midler bei der Fechtweltmeisterschaft noch einmal Bronze in der Einzelwertung sowie Gold mit der Mannschaft. Dies blieb seine letzte Einzelmedaille, mit der Mannschaft folgten Goldmedaillen bei den Weltmeisterschaften 1962, 1963, 1965 und 1966, dazwischen gewann er 1964 Gold bei den Olympischen Spielen in Tokio. Seine letzte Medaille erhielt Midler 1967 mit Silber bei den Fechtweltmeisterschaften 1967.
Nach seiner Karriere war Midler Trainer der sowjetischen und später der russischen Mannschaft. Der auch in der Sowjetunion hoch geehrte Midler wurde 1983 in die International Jewish Sports Hall of Fame aufgenommen.